# ヴァーノン・ドブチェフ
ヴァーノン・ドブチェフ（Vernon Dobtcheff、1934年8月14日 - ）は、フランスの俳優。

## 出演作品
- ボルジア家3　愛と欲望の教皇一族
- マリー、もうひとつの人生（ディミトリ・スペランスキー）
- ボルジア家2　愛と欲望の教皇一族
- ボルジア家　愛と欲望の教皇一族
- エンパイア・オブ・ザ・ウルフ
- ワールド・エンド
- プライスレス　素敵な恋の見つけ方（ジャック）
- ビフォア・サンセット
- ブロセリアンドの魔物（ブレノス教授）
- レッド・サイレン（ビターリ）
- ファイナル・レジェンド　呪われたソロモン（オスカー・カフメイヤー）
- 魔王
- ワーグナー/偉大なる生涯
- 炎の英雄 シャープ8 シャープの剣
- 悪霊墓地カタコーム
- ムッソリーニ／愛と闘争の日々
- 魔性のメロディ／令嬢バレリーナ
- コンドルマン
- クイン・メリー/愛と悲しみの生涯
- トロイラスとクレシダ
- 007 私を愛したスパイ
- これがピーター・セラーズだ！／艶笑・パリ武装娼館
- ロマノフ家の末裔 〜それぞれの人生〜